# School of the Air

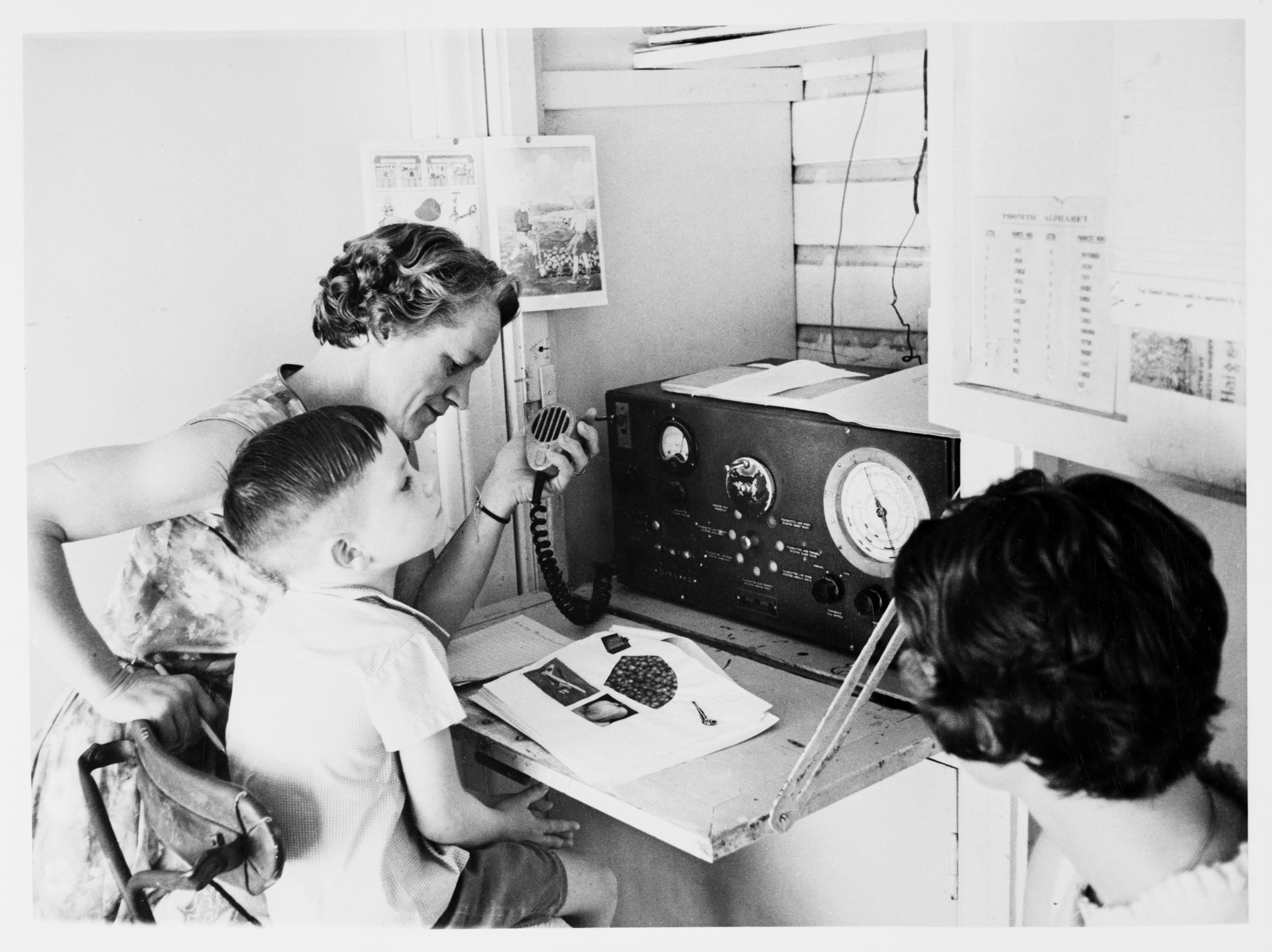
Un bambino del Queensland, durante una lezione per studenti delle elementari via radio nel 1960

Con il termine School of the Air si indicano genericamente le scuole per corrispondenza che dal 1951 si occupano dell'istruzione primaria e secondaria dei bambini abitanti le zone più remote dell'Australia e dell'outback: in queste aree, la popolazione in età scolare è troppo modesta affinché sia possibile allestire una scuola convenzionale stabile e permanente. Le classi di alunni vengono collegate via radio (oggi quasi completamente sostituita da collegamenti telefonici e da Internet) a una sede della scuola nella grande città più vicina, dove un insegnante tiene lezioni a distanza.

## Storia

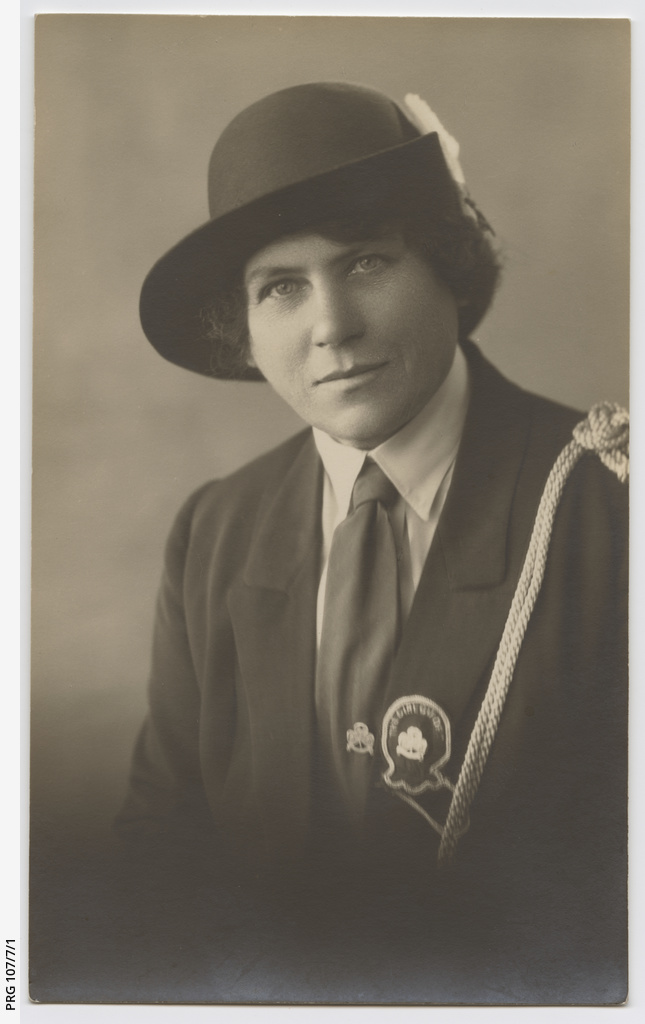
Adelaide Laetitia Miethke

L'invenzione della radio a pedali da parte di Alfred Traeger intorno al 1929 fu di vitale importanza per le persone che abitavano nell'Outback australiano: questa nuova tecnologia non solo rese disponibile anche alle famiglie e comunità più remote e isolate della nazione servizi essenziali e rivoluzionari come il Royal Flying Doctor Service, ma dando anche la possibilità di collegare i piccoli centri di coloni con le città e istituzioni maggiori del Paese, spesso distanti centinaia di chilometri. Adelaide Miethke, educatrice e membro del Flying Doctor Service of South Australia, durante una visita ad Alice Springs nel 1944 per pubblicizzare la sua associazione, notò come le famiglie delle fattorie circostanti avessero grosse difficoltà nel far frequentare la scuola (le cui sedi si trovavano spesso in zone troppo lontane dalle residenze degli agricoltori) ai propri bambini, che crescevano spesso senza contatti con altre persone della propria età. Da qui cominciò la formulazione e lo sviluppo dell'idea di utilizzare la tecnologia di comunicazioni radio usata dal Royal Flying Doctor Service, per permettere a degli insegnanti di praticare attraverso il mezzo di comunicazione. Queste premesse furono fondamentali nell'istituzione della School of the Air, cui le prime lezioni vennero ufficialmente trasmesse tramite il Royal Flying Doctor Service di Alice Springs l'8 giugno 1951 per tutto il Territorio del Nord, dopo che furono inviate alle famiglie apparecchiature per la ricetrasmissione e si tennero delle lezioni sperimentali nel 1950.
Il servizio ha celebrato il suo 50º anniversario il 9 maggio 2001, in vista di quello vero e proprio dell'8 giugno; e ha compiuto 70 anni l'8 giugno 2021. Ogni Stato dell'Australia che utilizza questo mezzo di formazione dispone di controlli e panoramiche ben documentate del servizio.

## Metodo

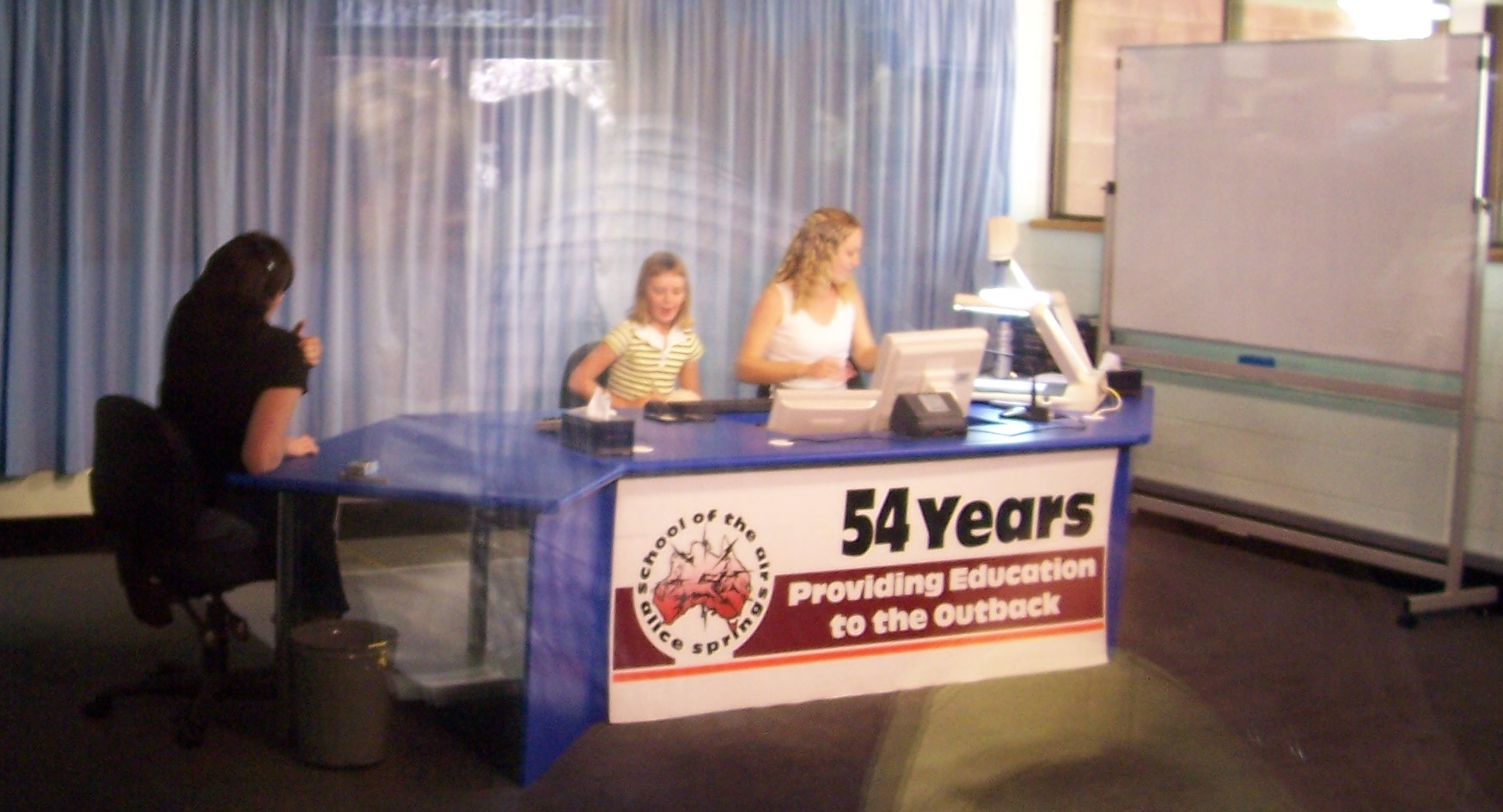
Lo studio della School of the Air ad Alice Springs nel 2005

Sono presenti programmi School of the Air in tutti gli Stati e territori dell'Australia, con l'eccezione della Tasmania.
Le lezioni scolastiche sono state condotte tramite radio a onde corte fino al 2009, dopodiché, cominciando dal 2003, le scuole sono passate alle tecnologie Internet wireless per offrire lezioni che includono video unidirezionali dal vivo e audio a due vie.
Ogni studente ha un contatto diretto con un insegnante, in precedenza via radio, telefonicamente o postalmente, in una città dell'entroterra come Broken Hill, Alice Springs o Meekatharra. Ogni studente in genere trascorre un'ora al giorno ricevendo lezioni di gruppo o individuali dall'insegnante e il resto della giornata lavorando sui materiali assegnati con un genitore, un fratello maggiore o un tutor familiare assunto. In origine gli studenti ricevevano anche il materiale del corso e restituivano i loro compiti e lavori scritti e progetti al loro centro hub di riferimento utilizzando i servizi dell'ufficio postale. Tuttavia, l'estensione dei servizi Internet nell'entroterra ha consentito una revisione più rapida dei compiti di ogni bambino.
Poiché i bambini si trovano in situazioni isolate, la School of the Air è spesso la loro prima possibilità di socializzare con i bambini al di fuori della loro famiglia. Questo è integrato da tre o quattro incontri annuali in cui i bambini si recano a scuola per trascorrere una settimana con il loro insegnante e i compagni di classe. Oltre agli eventi locali, con la partecipazione della comunità dove ha sede la scuola, vengono organizzate gite scolastiche per visitare il Paese: per esempio, un viaggio in Tasmania in inverno è l'occasione per far vedere per la prima volta agli alunni la neve.
Molti personaggi importanti sono intervenuti parlando alle classi di bambini a distanza: oltre a esponenti del governo nazionale e a Carlo III del Regno Unito e l'allora sua moglie Diana Spencer, anche figure come papa Giovanni Paolo II, Madre Teresa di Calcutta e Margaret Thatcher hanno avuto occasione di parlare agli studenti durante le loro visite presso una delle School of the Air.

## Riconoscimenti
Nel 2009, nell'ambito delle celebrazioni del "Q150", la School of the Air è stata riconosciuta come una delle icone Q150 del Queensland per il suo ruolo di iconica "innovazione e invenzione".

## Schools of the Air
Le Schools of the Air operano da:

### Nuovo Galles del Sud
- Broken Hill[20][21][22]
- Tibooburra[23]

### Territori del Nord
- Alice Springs[24][25]
- Katherine[26]

### Queensland
- Cairns[27]
- Charleville[28]
- Charter Towers[29]
- Longreach[30]
- Mount Isa[31][32][33][34]

### Australia Meridionale
- Port Augusta[35][36][37] – ora parte dell'Open Access College.[38]

### Victoria
- Thornbury[39]

### Australia Occidentale
- Carnarvon[40][41]
- Kalgoorlie[41][42]
- Regione di Kimberley, situata a Derby[43][44][45][46]
- Meekatharra[41][47][48][49]
- Port Hedland[41][50]

## Nella cultura di massa
Una School of the air è mostrata anche nel film del 1971 di Luigi Zampa e Rodolfo Sonego Bello, onesto, emigrato Australia sposerebbe compaesana illibata, con protagonisti Alberto Sordi e Claudia Cardinale.